# Lasioglossum rufulum
Lasioglossum rufulum là một loài Hymenoptera trong họ Halictidae. Loài này được Friese mô tả khoa học năm 1924.